# Miguel Sabido
José Miguel Sabido Ruisánchez (Ciudad de México, 20 de noviembre de 1937), citado como Miguel Sabido, es un dramaturgo y poeta mexicano. Fue director de teatro, escritor y teórico de la comunicación, creador del concepto de entretenimiento educativo en telenovelas, e impulsor de los géneros rituales tradicionales mexicanos, especialmente las pastorelas.
Estudió literatura dramática en la Facultad de Filosofía y Letras de la UNAM. Ganó la Medalla Nezahualcóyotl, otorgada por la Premio Nacional de la Comunicación 2010.[cita requerida]
Su trayectoria en televisión ha sido amplia. Escribió las telenovelas históricas La tormenta, Los caudillos, La Constitución, Senda de gloria y Los Insurgentes. durante años dirigió el Canal Cultural Nueve y realizó una labor cultural en Televisa que incluye el diseño y producción de programas como Vida y Voz, con Juan José Arreola, la producción de los Encuentros Mundiales de Comunicación (1974 y 1979) y decenas de programas culturales.
Diseñó la metodología de "El entretenimiento con un beneficio social comprobado" (en inglés, entertainment education), dado el impacto social obtenido en el lanzamiento de la serie Ven conmigo se logró un impulso en la alfabetización de la población mexicana. Medio millón de adultos mayores se iniciaron en los programas gubernamentales a inicios de la década de 1980 y posteriormente Acompáñame, cuyo objetivo era orientar a la población en función de la planificación familiar en México, la trilogía de las novelas didácticas de Televisa la completaría Vamos juntos.[cita requerida]
Elaboró una teoría del tono en la comunicación humana "que plantea que el ser humano interactúa con la realidad en códigos visuales, auditivos y kinestésicos" que aplicó a un nuevo modelo de televisión (la "fórmula mexicana de la televisión"), que él mismo propuso a la presidencia de México en junio de 1972.
Ha sido galardonado por la ONU con premios como Earth Saver y, con base en esta metodología, se han producido telenovelas de planificación familiar en la India, en Filipinas, Nigeria, Tanzania y en más de 90 países del planeta, pero originalmente en México.[cita requerida]
Su tesis  universitaria, Tres mil años de representaciones sagradas mexicanas, lo convirtió en uno de los investigadores más notables del teatro mexicano, y su labor por la recuperación de las tradiciones ha sido reconocida en su país.[cita requerida]
Recibió, en el 2025, el reconocimiento Doctor de Doctores del Claustro Doctoral de la Confraternidad Internacional Cultural (CIC).

## Premios internacionales
- Life Time Achivement (USAIDS)